# Englewood (Ohio)
Englewood – miasto w Stanach Zjednoczonych, we wschodniej części stanu Ohio, w pobliżu Dayton. Liczba mieszkańców w 2000 roku wynosiła 12 235.